# Oktoberrevolutie (eiland)
Oktoberrevolutie (Russisch: Октябрьской Революции, Ostrov Oktjabrskoj Revoljoetsii) is het middelste en grootste van de vier grote eilanden van de Noordland-archipel (Severnaja Zemlja) in het Russische deel van Noordelijke IJszee, tussen de Karazee in het westen en de Laptevzee in het oosten. Aan noordwestzijde wordt het gescheiden van Pionier en Komsomolets door de Rode Legerstraat (ca. 4 km), aan zuidoostijde van Bolsjevik door de Straat Sjokalski (18 km) en aan westzijde van de Sedov-archipel door de Straat Vostotsjny (ca. 2 km vanaf het schiereiland Commune van Parijs).

## Geografie
De oppervlakte wordt geschat op ca. 14.000 km². De kust van het eiland loopt aan oostzijde steil af naar de Laptevzee. Aan westzijde bevindt zich een laaggelegen sedimentaire kustvlakte, bestaande uit kwartaire afzettingen. Op verschillende plekken steken baaien en fjorden het land in, waarvan de Matoesevitsjfjord (aan noordoostzijde) tot 60 kilometer doorloopt. De belangrijkste hoogten van het bergachtige eiland bevinden zich in het oosten, in de rotsachtige gebergten aldaar, die vaak zijn overdekt met gletsjers, die meer dan de helft van het eiland (7.600 km²) overdekken en aflopen naar de zee. De hoogste bergpiek is de Karpinski (963 meter), die onderdeel vormt van de Karpinskigletsjer aan oostzijde.
Het eiland telt vijf koepelvormige ijskappen; vanuit het noorden met de klok mee dragen deze de namen Roesanov (tot 704 meter hoog), Karpinski (963), Universiteit (800), Vavilov (728) en Albanov (524). Een andere kleinere ijskap op het eiland is de Maljoetkagletsjer. De ijsvrije delen, met name de kusten en het centrale deel bestaan uit poolwoestijn, toendra, stranden en laaggelegen kliffen. De hoogste ijsvrije piek is de Bazarnaja (594 meter).
Het centrale deel van het eiland is vrij van glaciale bedekking en bestaat uit een laaggelegen gedenudeerde vlakte, die bestaat uit Beneden-Paleozoïsche afzettingen en die wordt doorsneden door een aantal rivieren, die op plekken door diepe kloven voeren. De rivieren Podemnaja en Bolsjaja stromen naar het noordwesten tussen de gletsjers Vavilov en Albanov en de rivieren Bedovaja en Obryvistaja naar het noorden tussen de gletsjers Albanov en Roesanov.
Rondom het eiland bevinden zich ongeveer 50 kusteilandjes. De grootste ervan is Najdjonysj ("vondeling") aan oostzijde. De grootste eilandengroep bij het eiland zijn de Rode Vlooteilanden aan zuidwestzijde, waar zich van 1953 tot 1991 een poolstation bevond op het eiland Bolsjoj.

## Geschiedenis
Het eiland werd voor het eerst onderzocht tijdens een expeditie tussen 1931 en 1932 van het Instituut voor het Onderzoek naar het Noorden, waaraan Nikolaj Oervantsev, Georgi Oesjakov, Sergej Zjoeravljov en Vasili Chodov deelnamen. Van 1935 tot 1937 bevond zich een weerstation bij Kaap Olovjanny aan zuidoostzijde.
Aan noordzijde van de Vavilovgletsjer werd in 1974 het poolstation Vavilov opgericht, dat in 1988 werd gesloten. In de sovjetperiode bevond zich aan zuidzijde van het schiereiland Zjiloj (ten oosten van het schiereiland Commune van Parijs) bij Kaap Vatoetin een voormalige basis van waaruit vanaf 1957 expedities werden uitgevoerd voor het bepalen van het reliëf van de zeebodem in de kustgebieden van de eilanden van Noordland. Van 1981 tot 1988 had het Arctisch en Antarctisch Onderzoeksinstituut aldaar een wetenschappelijk onderzoekstation, waarna het werd verplaatst naar Kaap Baranov aan noordzijde van Bolsjevik.
Na de heiligverklaring van de laatste Russische tsaar en zijn familie werd in 2005 gepoogd om het eiland 'Heilige Alexandra' (Святая Александра) te vernoemen, hetgeen in 2007 echter geblokkeerd werd door het huis van afgevaardigden van de kraj Krasnojarsk.
Bolsjevik · Klein-Tajmyr · Komsomolets · Kroepskoj · Oktoberrevolutie · Pionier · Schmidt · Sedov-archipel · Starokadomski